# Grazia
« Grazia » redirige ici. Pour les autres significations, voir Grazia (homonymie).
Grazia est un titre de magazine féminin hebdomadaire né en Italie, spécialisé dans la mode, la beauté et les célébrités créé en 1938. Aujourd'hui, différentes versions de ce titre qui est la propriété de Arnoldo Mondadori Editore, appartenant à Silvio Berlusconi, sont publiées, avec des contenus différents adaptés aux lectorats locaux, dans plusieurs langues, dans vingt-trois pays.
Lancé en France en 2009, il y est édité par le groupe de presse Mondadori France, numéro trois de la presse magazine française. L'éditeur français est Mondadori Magazines France, société par actions simplifiée au capital de 60 557 458 euros, dont le siège social est situé à Montrouge au 8, rue François-Ory[Passage à actualiser].

## Historique

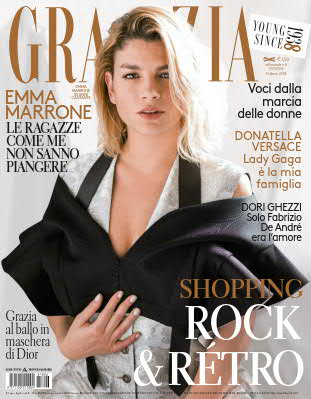
Couverture d'un numéro de l'édition italienne en 2018.

Grazia (« grâce » en italien) est un magazine publié pour la première fois en Italie en 1938.

## Édition française
Son lancement en France, orchestré dans le plus grand secret et treizième édition internationale de la marque, se fait le 29 août 2009, après plus de deux ans d'attente liés au rachat d'Emap France par le groupe Mondadori. Ce lancement se chiffrant à environ 25 millions d'euros est précédé d'une campagne de publicité multimédia basée sur le teasing. Le premier numéro se vend à 243 000 exemplaires (diffusion France payée), un succès.
Le magazine est racheté en 2019 par Reworld Media.
En mars 2020, en pleine crise liée au Covid-19, Grazia arrête sa publication après le numéro 529. Après le mois de mai 2020, la tendance serait à un arrêt de la production écrite du magazine ou à une reprise en septembre. Non informé, le personnel manifeste une certaine inquiétude en attendant des nouvelles de la direction.
En octobre 2020, l'édition française du magazine réapparaît en kiosque sous la forme d'un trimestriel mais cesse sa parution en 2022.
En mars 2025, une édition papier du magazine est à nouveau disponible.

### Composition du magazine hebdomadaire: 2009-2020
En tout début de magazine se tient l'éditorial. S'ensuit deux pages qui caractérisent Grazia : « Les In10pensables de la semaine » par Emilie Türck. Après quoi, se succèdent les différentes rubriques qui compose le magazine. Chronologiquement, le lecteur a ainsi accès à des thèmes consacrés à l'actualité, la mode, la beauté et le style de vie.   

#### Actu
Cette première rubrique compte un portrait de la célébrité en couverture, les dix nouvelles de la semaine, une chronique culture dont le sujet varie d'une semaine à l'autre, une interview, un retour sur l'actualité des célébrités, des questions de société ainsi qu'une enquête.

#### Mode
La partie consacrée à la mode propose une chronique mode, une analyse de tendance, une section shopping, une série mode préparée par le styliste du magazine, une proposition de look, des nouveautés consacrées à la mode. S'y trouve également un point « Style Hunter » (ou street style) thématique, ainsi que la « Fashion Police » dans laquelle des professionnels de la mode donnent leurs avis sur des looks de stars.

#### Beauté
Dans la catégorie « beauté » sont présentées les divisions suivantes : « Les irrésistibles de la semaine », « News beauté », « Le look de la semaine », « Love love love » et « Tendances ». 

#### Style de vie
Ici, ce sont principalement des thèmes culturels qui sont abordés. Le magazine y traite aussi bien de cuisine, de voyage, de décoration, que de culture par le biais des « 10 buzz de la semaine » qui répertorient des sorties d'albums, de livres, de films…
Sont également proposés : le concours du « charity bag » et l'horoscope.

#### Direction de la rédaction
Au lancement du titre, Yseult Williams est à la tête de Grazia. Elle compose une équipe rédactionnelle sur mesure, venant d'univers aussi divers que la presse d'information généraliste (David Carzon et Lise Martin arrivent de 20 Minutes, Elsa Guiol est débauchée du JDD), la presse célébrités (Arnaud Lievin et Monica Sabolo débarquent de Voici) ou encore d'autres magazines féminins (Aurélia Perreau vient tout droit de Marie France, Céline Perruche est passée par DS Magazine, Jalouse et Biba avant de joindre les rangs de Grazia). En 2012, Williams est remplacée par Christine Régnier, anciennement rédactrice en chef de Biba, autre publication du groupe Mondadori France. Grazia amorce alors un nouveau virage, et se dirige vers une ligne éditoriale plus « grand public».
En 2014, c'était Joseph Ghosn qui dirigeait la rédaction de l'hebdomadaire.